# Yamashita Yoshimi
Yamashita Yoshimi (山下良美 (Sơn Hạ Lương Mỹ)) sinh ngày 20 tháng 2 năm 1986 tại Tokyo, Nhật Bản, là một nữ trọng tài bóng đá người Nhật Bản. Bà từng làm nhiệm vụ tại Giải vô địch bóng đá nữ thế giới 2019 diễn ra trên đất Pháp, và bà cũng điều hành trận đấu vòng bảng môn bóng đá nữ tại Thế vận hội Mùa hè 2020 giữa Thụy Điển và Hoa Kỳ.

## Sự nghiệp
Vào năm 2022, bà trở thành một trong 6 trọng tài nữ làm nhiệm vụ tại Giải vô địch bóng đá thế giới 2022 diễn ra tại Qatar, đồng thời cũng trở thành một trong ba trọng tài nữ đầu tiên trong lịch sử làm nhiệm vụ tại giải vô địch bóng đá thế giới dành cho nam cùng với Stéphanie Frappart của Pháp và Salima Mukansanga của Rwanda. Bà ra mắt giải đấu với tư cách là trọng tài thứ tư trong trận đấu giữa giữa Bỉ và Canada tại lượt trận đầu tiên của bảng F, và làm trọng tài thứ tư trong 6 trận đấu tại giải đấu.
Cũng trong năm 2022, bà trở thành trọng tài nữ đầu tiên điều hành các trận đấu tại AFC Champions League và J1 League, đó là các trận đấu mà Melbourne City (Úc) giành chiến thắng trước Jeonnam Dragons (Hàn Quốc) với tỷ số 2–1, và trận đấu mà FC Tokyo giành chiến thắng với tỷ số 2–0 trước Kyoto Sanga.
Vào ngày 19 tháng 7 năm 2023, bà bắt chính trận khai mạc Giải vô địch bóng đá nữ thế giới 2023 giữa giữa New Zealand và Na Uy tại lượt trận đầu tiên của bảng A. Trong trận đấu này, sau khi tham khảo ý kiến của các trợ lý trong phòng VAR, bà quyết định cho đội New Zealand hưởng một quả phạt đền. Tuy nhiên, cầu thủ Ria Percival đã không thể tận dụng thành công.